# Кроули, Клиффорд
Клиффорд Томас «Клифф» Кроули (англ. Clifford Thomas "Cliff" Crowley; 13 июня 1906, Виннипег — 27 апреля 1948, там же) — канадский хоккеист, чемпион зимних Олимпийских игр 1932 года (и по совместительству чемпион мира) в составе сборной Канады.

## Биография
Кроули выступал за команду «Виннипег Виннипегс», с которой выиграл Кубок Аллана в 1931 году. Благодаря этому он представлял сборную Канады в 1932 году на Олимпиаде в Лейк-Плэсиде, проведя всего одну игру и не отметившись заброшенными шайбами (сборная Канады стала чемпионом игр).
Скоропостижно скончался в возрасте 41 года, как член команды-победительницы Кубка Аллана в 2004 году посмертно включён в Спортивный зал славы Манитобы.